# Welpataswir
Welpataswir (łac. velpatasvirum) –  wielofunkcyjny policykliczny organiczny związek chemiczny stosowany jako inhibitor proteazy serynowej NS5A w leczeniu wirusowego zapalenia wątroby wywołanego przez wirusa HCV, w połączeniu z sofosbuwirem oraz woksylaprewirem.

## Mechanizm działania
Welpataswir jest kowalentnym oraz odwracalnym inhibitorem proteazy serynowej 5A kluczowego białka niezbędnego w replikacji wirusa zapalenia wątroby typu C.

## Zastosowanie

### Unia Europejska
Welpataswir w połączeniu sofosbuwirem oraz w połączeniu sofosbuwirem i woksylaprewirem:
- przewlekłe wirusowe zapalenie wątroby typu C u dorosłych

### Stany Zjednoczone
Welpataswir w połączeniu sofosbuwirem:
- przewlekłe wirusowe zapalenie wątroby typu C, spowodowane przez wirus zapalenia wątroby typu C o genotypie 1, 2, 3, 4, 5 lub 6, u pacjentów bez marskości wątroby lub też ze skompensowaną marskością wątroby oraz ze zdekompesowaną marskością wątroby w połączeniu z rybawiryną

Welpataswir w połączeniu sofosbuwirem i woksylaprewirem:
- przewlekłe wirusowe zapalenie wątroby typu C, spowodowane przez wirus zapalenia wątroby typu C u pacjentów bez marskości wątroby lub też ze skompensowaną marskością wątroby  klasy A w skali Childa-Pugha o genotypie 1, 2, 3, 4, 5 lub 6, którzy byli uprzednio leczeni schematem zawierającym lek z grupy inhibitorów białka NS5A oraz o genotypie 1a i 3 którzy byli uprzednio leczeni schematem zawierającym sofosbuwir w połączeniu lub bez połączenia z inhibitorem białka NS5A

Welpataswir znajduje się na wzorcowej liście podstawowych leków Światowej Organizacji Zdrowia (WHO Model Lists of Essential Medicines) (2019).
Welpataswir jest dopuszczony do obrotu w Polsce (2020).

## Działania niepożądane
Welpataswir najczęściej powoduje ból głowy, zmęczenie, nudności.